# Флеминг Солберг
Флеминг Солберг е норвежки гимнастик, представител на Норвегия на олимпийски игри през 1996 и 2000 година.

## Спортна кариера
Когато е седемгодишен, Флеминг бива изпратен от своя баща в гимнастическата зала в родния Драмен. Оттогава паралелно съчетава училище и тренировки. Своя международен дебют осъществява на 17. Започва да прекарва значителна част от времето си в зала, намираща се в ословския квартал „Хасле“, където посвещава времето си на спортната гимнастика – минимум 3 часа дневно, поне 20 седмично и близо 1200 годишно.
Представлява клуб „Drammens Turnforening“, чийто най-добър спортист е в продължение на години. Участва на олимпийските игри през 1996 година в Атланта и през 2000 година в Сидни. Участва на седем световни и четири европейски първенства, като най-добрият му резултат на последните е през 1998 година.
Оттегля се от гимнастиката през 2000 година. Негови най-добри уреди остават конят с гривни и прескокът.